# Alice FitzAlan (1378-1415)
Pour les articles homonymes, voir Alice FitzAlan.
Alice FitzAlan, baronne Cherleton (1378-1415) est une aristocrate anglaise, étant la fille de Richard FitzAlan, 4e comte d'Arundel et d’Élisabeth de Bohun. Elle est l'épouse de John Charleton, 4e baron Cherleton. 

## Famille
Alice est née au château d'Arundel en 1378, quatrième des sept enfants de Richard Fitzalan, 4e comte d'Arundel et de sa première épouse Élisabeth de Bohun. Elle a deux frères, dont Thomas Fitzalan, 5e comte d'Arundel, et quatre sœurs, Éléonore, Élisabeth, Jeanne et Marguerite FitzAlan. Ses grands-parents paternels sont Richard Fitzalan, 3e comte d'Arundel et Éléonore de Lancastre, et ses grands-parents maternels sont Guillaume de Bohun, 1er comte de Northampton et Élisabeth de Badlesmere.  Le 21 septembre 1397, son père est exécuté à Tower Hill pour haute trahison contre le roi Richard II d'Angleterre.

## Mariage et liaison
Quelque temps avant mars 1392, Alice épouse John Cherleton, 4e Lord Cherleton (25 avril 1362 - 19 octobre 1401). Selon la croyance populaire, après son mariage, elle serait devenue la maîtresse du cardinal Henri Beaufort et lui aurait donné une fille illégitime, Jeanne Beaufort. Dans The Royal Tribes of Wales, Philip Yorke affirme que « le cardinal Beaufort a laissé une fille illégitime par Alice, fille de Fitzalan, comte d'Arundel. ».
Le généalogiste Douglas Richardson mentionne également la prétendue relation entre Alice et le cardinal. Selon Richardson, il n'y a "aucune preuve contemporaine qu'Alice était la maîtresse d'Henri Beaufort, ni qu'elle était la mère de sa fille illégitime, Jeanne, dite née en 1390". En outre, la première apparition de l'affirmation selon laquelle Alice était la mère de la jeune fille se trouve dans The Winning of the Lordship of Glamorgan, écrit par Edward Stradling, un descendant, entre 1561 et 1566. Beaufort a en effet engendré une fille illégitime, Jeanne, peut-être avant qu'il ne prenne les ordres le 7 avril 1397. Jeanne a épousé Edward Stradling, avec qui elle eut trois fils et une fille, Catherine. 
Le mari d'Alice est mort le 19 octobre 1401, et elle-même décède avant octobre 1415 à l'âge de 37 ans.